# Temnothorax nassonovi
Temnothorax nassonovi is een mierensoort uit de onderfamilie van de Myrmicinae. De wetenschappelijke naam van de soort is, als Leptothorax nassanowi, voor het eerst geldig gepubliceerd in 1895 door Ruzsky. In de oorspronkelijke publicatie was het epitheton gespeld als nassanowi maar Ruzsky corrigeerde dit een jaar later tot nassonovi.